# 阿丽拉酒店及度假村
阿丽拉酒店及度假村（英語：Alila Hotels and Resorts；“Alila”为梵文词，意为“惊喜”）是2001年创立于印度尼西亚的高端连锁酒店品牌，2018年收入凯悦酒店集团麾下。该品牌据点分布在印度尼西亚、美国、印度、阿曼、马来西亚、中国和马尔代夫。

## 历史
该酒店创立于2001年5月，该品牌是在收购巴厘岛两家当时由GHM管理的酒店（“The Serai”和“The Chedi”）的过程中成立的。在脱离GHM序列后，公司于2001年在雅加达开办了首间阿丽拉酒店。此后又入驻山竹和烏布。酒店总部于2004年从巴厘岛迁移至新加坡。
2014年9月，阿丽拉酒店与Joie de Vivre、Thompson和tommie的母公司公社酒店建立了合作关系。后公社酒店购入该酒店51%股权。2016年，公社酒店与目的地酒店集团合并后，阿丽拉和公社旗下的其他品牌被纳入当时刚刚成立的控股公司“两道酒店”（Two Roads Hospitality）名下。2018年11月，因两道酒店被售予凱悅酒店集團，阿丽拉转隶凯悦集团。

## 门店列表

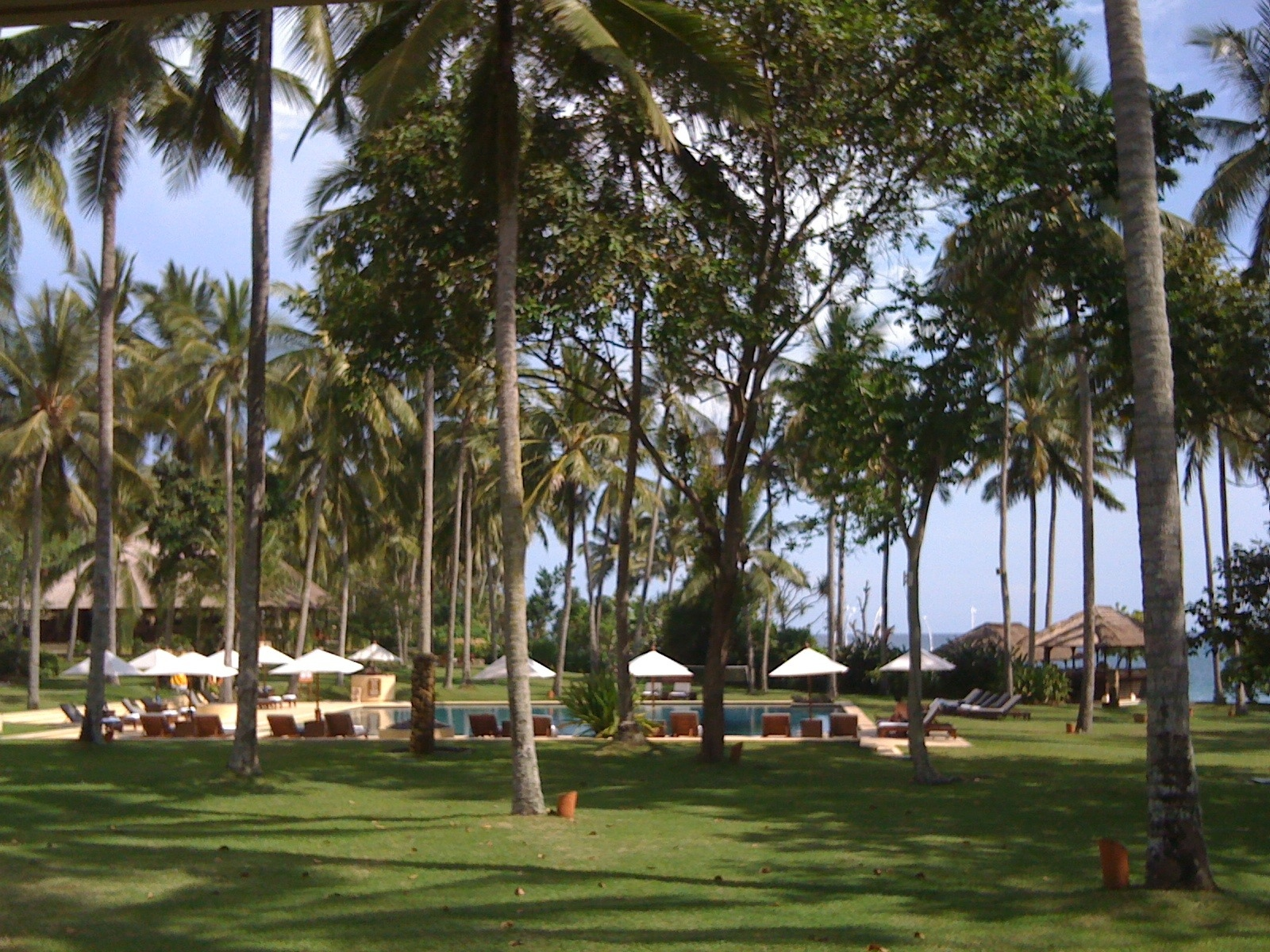
巴厘岛山竹阿丽拉酒店

| 酒店名称                         | 地址       | 国家和地区 | 开业时间 |
| -------------------------------- | ---------- | ---------- | -------- |
| 吉隆坡孟沙阿丽拉酒店             | 吉隆坡     | 马来西亚   | 2018     |
| 果阿阿丽拉酒店                   | 果阿邦     | 印度       | 2009     |
| 比尚格尔堡阿丽拉酒店             | 齋浦爾縣   | 印度       | 2017     |
| 希努湾阿丽拉酒店                 | 佐法爾省   | 阿曼       | 2021     |
| 绿山阿丽拉酒店                   | 绿山       | 阿曼       | 2014     |
| 马尔代夫科泰法鲁阿丽拉酒店       | 拉環礁     | 馬爾地夫   | 2022     |
| 曼吉斯阿丽拉酒店                 | 卡朗阿森县 | 印度尼西亞 | 2001     |
| 阿丽拉恩西尼塔斯马雷亚海滩度假村 | 恩西尼塔斯 | 美国       | 2021     |
| 纳帕谷阿丽拉酒店                 | 纳帕谷     | 美国       | 2021     |
| 雅加达SCBD阿丽拉酒店             | 雅加达     | 印度尼西亞 | 2019     |
| 水明漾阿丽拉酒店                 | 水明漾     | 印度尼西亞 | 2015     |
| 梭罗阿丽拉酒店                   | 梭罗       | 印度尼西亞 | 2015     |
| 烏布阿丽拉酒店                   | 烏布       | 印度尼西亞 | 2001     |
| 文塔纳大瑟尔阿丽拉酒店           | 大瑟尔     | 美国       | 2017     |
| 乌鲁瓦图阿丽拉别墅               | 乌鲁瓦图   | 印度尼西亞 | 2009     |
| 乌镇阿丽拉酒店                   | 乌镇镇     | 中国       | 2018     |
| 上海阿丽拉酒店                   | 上海       | 中国       | 2024     |
| 苏州太湖阿丽拉酒店               | 苏州       | 中国       | 2025     |
| 珠海东澳岛阿丽拉酒店             | 珠海       | 中国       | 2025     |